# Lista monumentelor istorice din județul Cluj - L

Simbol utilizat pentru monumentele istorice

Lista monumentelor istorice din județul Cluj - L cuprinde monumentele istorice înscrise în Patrimoniul cultural național al României și aflate în localități din județul Cluj al căror nume începe cu litera L. 
Lista completă este menținută și actualizată periodic de către Ministerul Culturii, Cultelor și Patrimoniului Național din România, prin intermediul Institutului Național al Patrimoniului, ultima versiune datând din 2015. Această listă cuprinde și actualizările ulterioare, realizate prin ordin al ministrului culturii.
Puteți căuta un monument din județul Cluj folosind formularul de mai jos sau puteți naviga prin toate monumentele din județ la lista monumentelor istorice din județul Cluj.
| Cod LMI                                                         | Denumire                                                                 | Localitate                          | Localizare                                              | Datare, Creatori                | Imagine               | Erori             |
| --------------------------------------------------------------- | ------------------------------------------------------------------------ | ----------------------------------- | ------------------------------------------------------- | ------------------------------- | --------------------- | ----------------- |
| CJ-I-s-A-07088 (RAN: 55552.01)                                  | Așezare                                                                  | sat Leghia; comuna Aghireșu         | „Movila lui Buta” 46.85166°N 23.18775°E                 | sec. IV - V                     | Încarcă foto \| video | Raportează eroare |
| CJ-I-s-A-07089 (RAN: 59372.01)                                  | Situl arheologic de la Liteni, punct „Piatra Mare”                       | sat Liteni; comuna Săvădisla        | „Piatra Mare”                                           |                                 | Încarcă foto \| video | Raportează eroare |
| CJ-I-m-A-07089.01 (RAN: 59372.01.01)                            | Așezare fortificată                                                      | sat Liteni; comuna Săvădisla        | „Piatra Mare” 46.61204°N 23.43493°E                     | Latène                          | Încarcă foto \| video | Raportează eroare |
| CJ-I-m-A-07089.02 (RAN: 59372.01.02)                            | Așezare fortificată                                                      | sat Liteni; comuna Săvădisla        | „Piatra Mare” 46.61204°N 23.43493°E                     | Epoca bronzului                 | Încarcă foto \| video | Raportează eroare |
| CJ-I-s-A-07090 (RAN: 59372.02)                                  | Situl arheologic de la Liteni, punct „Cetate”                            | sat Liteni; comuna Săvădisla        | „Cetate”                                                |                                 | Încarcă foto \| video | Raportează eroare |
| CJ-I-m-A-07090.01 (RAN: 59372.02.01)                            | Cetate medievală                                                         | sat Liteni; comuna Săvădisla        | „Cetate” 46.60815°N 23.43419°E                          | sec. XI - XVII, Epoca medievală | Alte imagini          | Raportează eroare |
| CJ-I-m-A-07090.02 (RAN: 59372.02.02)                            | Castellum                                                                | sat Liteni; comuna Săvădisla        | „Cetate” 46.60815°N 23.43419°E                          | sec. II - III p. Chr.           | Încarcă foto \| video | Raportează eroare |
| CJ-I-s-B-07091 (RAN: 58188.01)                                  | Așezare                                                                  | sat Livada; comuna Iclod            | Terasa malului stâng al Someșului                       | Neolitic                        | Încarcă foto \| video | Raportează eroare |
| CJ-I-s-B-07092 (RAN: 58188.02)                                  | Așezare                                                                  | sat Livada; comuna Iclod            | Extravilan                                              | Eneolitic                       | Încarcă foto \| video | Raportează eroare |
| CJ-I-s-B-07093 (RAN: 58188.03)                                  | Situl arheologic de la Livada, punct „Terasa malului stâng al Someșului” | sat Livada; comuna Iclod            | Terasa malului stâng al Someșului                       |                                 | Încarcă foto \| video | Raportează eroare |
| CJ-I-m-B-07093.01 (RAN: 58188.03.03)                            | Așezare                                                                  | sat Livada; comuna Iclod            | Terasa malului stâng al Someșului 47.01877°N 23.87326°E | Epoca migrațiilor               | Încarcă foto \| video | Raportează eroare |
| CJ-I-m-B-07093.02 (RAN: 58188.03.02)                            | Așezare                                                                  | sat Livada; comuna Iclod            | Terasa malului stâng al Someșului 47.01877°N 23.87326°E | Epoca romană                    | Încarcă foto \| video | Raportează eroare |
| CJ-I-m-B-07093.03 (RAN: 58188.03.01)                            | Așezare                                                                  | sat Livada; comuna Iclod            | Terasa malului stâng al Someșului 47.01877°N 23.87326°E | Preistorie                      | Încarcă foto \| video | Raportează eroare |
| CJ-I-s-B-07094 (RAN: 57564.01)                                  | Situl arheologic de la Luna de Jos, punct „Cort”                         | sat Luna de Jos; comuna Dăbâca      | „Cort”                                                  |                                 | Încarcă foto \| video | Raportează eroare |
| CJ-I-m-B-07094.01 (RAN: 57564.01.02)                            | Așezare                                                                  | sat Luna de Jos; comuna Dăbâca      | „Cort” 46.93042°N 23.77321°E                            | Epoca romană                    | Încarcă foto \| video | Raportează eroare |
| CJ-I-m-B-07094.02 (RAN: 57564.01.01)                            | Așezare                                                                  | sat Luna de Jos; comuna Dăbâca      | „Cort” 46.93042°N 23.77321°E                            | Hallstatt                       | Încarcă foto \| video | Raportează eroare |
| CJ-I-s-B-07095 (RAN: 57564.02)                                  | Tumuli                                                                   | sat Luna de Jos; comuna Dăbâca      | Vârful „Tigla” 46.92393°N 23.75068°E                    |                                 | Încarcă foto \| video | Raportează eroare |
| CJ-II-m-B-07687 (RAN: 57868.01)                                 | Biserica de lemn „Cuvioasa Paraschiva”                                   | sat Lacu; comuna Geaca              | 68 46.88178°N 24.10815°E                                | 1771                            | Alte imagini          | Raportează eroare |
| CJ-II-m-B-07688 (RAN: 57877.01)                                 | Biserica reformată                                                       | sat Legii; comuna Geaca             | 83                                                      | 1849                            | Alte imagini          | Raportează eroare |
| CJ-II-m-B-07689                                                 | Biserica de lemn „Sf. Arhangheli Mihail și Gavriil”                      | sat Livada; comuna Petreștii de Jos | 46.566°N 23.589°E                                       | 1842-1846                       | Alte imagini          | Raportează eroare |
| CJ-II-m-B-07691 (RAN: 57485.01)                                 | Biserica „Sf. Arhangheli Mihail și Gavriil”                              | sat Lujerdiu; comuna Cornești       | 199 46.967°N 23.71483°E                                 | sec. XVI                        | Alte imagini          | Raportează eroare |
| CJ-II-a-B-07692                                                 | Ansamblul castelului Teleki                                              | sat Luna de Jos; comuna Dăbâca      | 17 46.9374°N 23.74487°E                                 | sec. XVIII                      | Alte imagini          | Raportează eroare |
| CJ-II-m-B-07692.01 (RAN: 57564.04.01, 57564.04.02, 57564.04.03) | Castel, azi Sanatoriul TBC                                               | sat Luna de Jos; comuna Dăbâca      | 17                                                      | sec. XVIII                      | Încarcă foto \| video | Raportează eroare |
| CJ-II-m-B-07692.02                                              | Turnul de vânătoare                                                      | sat Luna de Jos; comuna Dăbâca      | 17                                                      | sec. XVIII                      |                       | Raportează eroare |
| CJ-II-s-B-07692.03                                              | Parcul                                                                   | sat Luna de Jos; comuna Dăbâca      | 17 46.93766°N 23.74866°E                                | sec. XIX                        |                       | Raportează eroare |
| CJ-II-m-B-07693 (RAN: 57564.03)                                 | Biserica reformată                                                       | sat Luna de Jos; comuna Dăbâca      | 19                                                      | 1727                            | Alte imagini          | Raportează eroare |
| CJ-II-m-B-07694 (RAN: 57724.02)                                 | Biserica reformată                                                       | sat Luna de Sus; comuna Florești    | 219                                                     | sec. XVIII                      | Alte imagini          | Raportează eroare |
| CJ-II-m-B-07695 (RAN: 58348.03)                                 | Biserica „Sf. Arhangheli Mihail și Gavriil”                              | sat Luncani; comuna Luna            | 278                                                     | sec. XVIII                      | Alte imagini          | Raportează eroare |
| CJ-II-m-B-07696                                                 | Biserica reformată                                                       | sat Luncani; comuna Luna            | 401 46.47227°N 23.95077°E                               | sec. XIII                       | Alte imagini          | Raportează eroare |
| CJ-II-m-B-07697 (RAN: 58348.02)                                 | Castelul Kemeny                                                          | sat Luncani; comuna Luna            | 402 46.47363°N 23.95205°E                               | sec. XVIII                      | Alte imagini          | Raportează eroare |
| CJ-II-m-B-07698 (RAN: 58348.01)                                 | Conacul Kemeny                                                           | sat Luncani; comuna Luna            | 428                                                     | 1815                            | Încarcă foto \| video | Raportează eroare |
| CJ-II-m-B-21097.10                                              | Lungești canton                                                          | sat Buru; comuna Iara               |                                                         |                                 | Încarcă foto \| video | Raportează eroare |